# 平克希爾 (北卡羅萊納州)
平克希爾（英語：Pink Hill）是一個位於美國北卡羅萊納州勒諾縣的城鎮。

## 人口
根據2020年美國人口普查的數據，平克希爾的面積為1.20平方千米，皆為陸地。當地共有人口451人，而人口密度為每平方千米376人。